# 瓦勒杜斯特
瓦勒杜斯特（法語：Val d'Oust，法語發音：[val dust]）是法国莫尔比昂省的一个市镇，属于蓬蒂维区。该市镇于2016年由原市镇勒罗克圣安德烈、基利和拉沙佩勒卡罗合并而成。

## 地名
“瓦勒杜斯特”（Val d'Oust）一名在法语中意为“烏斯特河谷”。

## 地理
瓦勒杜斯特（47°51'55"N, 2°26'52"W）面积31.81 平方千米，位于法国布列塔尼大區莫尔比昂省，该省份为法国西北部沿海省份，位于布列塔尼半岛南部，北起阿摩尔滨海省、西接菲尼斯泰尔省，南濒大西洋，东南接大西洋卢瓦尔省，东临伊勒-维莱讷省。
与瓦勒杜斯特接壤的市镇（或旧市镇、城区）包括：吉亚克、普洛埃梅勒、蒙泰尔特洛、卡罗、圣亚伯拉罕、塞朗、利济奥、圣塞尔旺。
瓦勒杜斯特的时区为UTC+01:00、UTC+02:00（夏令时）。

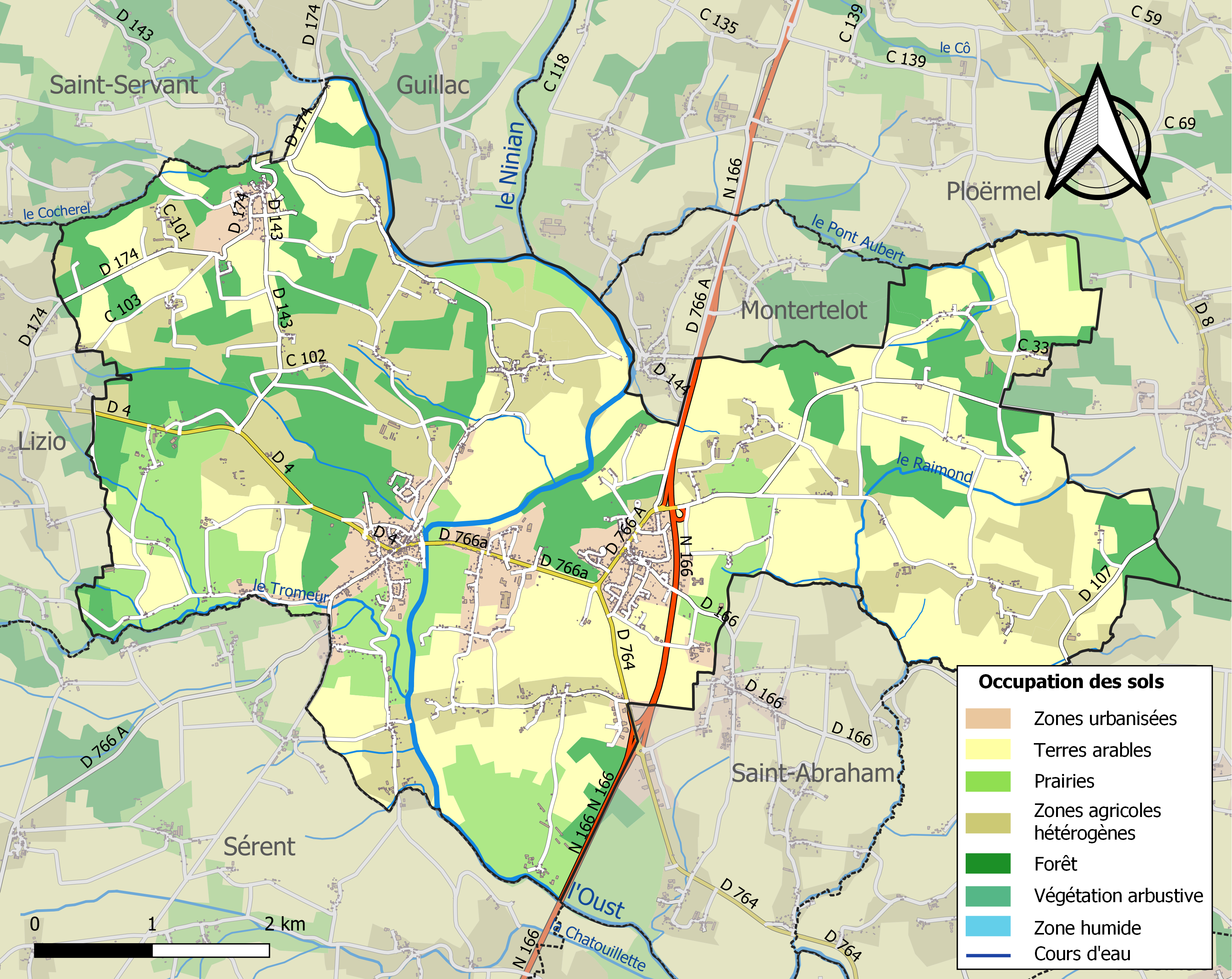
瓦勒杜斯特的OSM定位图

## 行政
瓦勒杜斯特的邮政编码为56460、56800，INSEE市镇编码为56197。

## 政治
瓦勒杜斯特所属的省级选区为莫雷阿克县。

## 人口
瓦勒杜斯特于2022年1月1日时的人口数量为2808人。